# Iris unguicularis
Iris unguicularis är en irisväxtart som beskrevs av Jean Louis Marie Poiret. Iris unguicularis ingår i släktet irisar, och familjen irisväxter.

## Underarter
Arten delas in i följande underarter:
- I. u. carica
- I. u. cretensis
- I. u. unguicularis
- I. u. angustifolia
- I. u. syriaca

## Bildgalleri

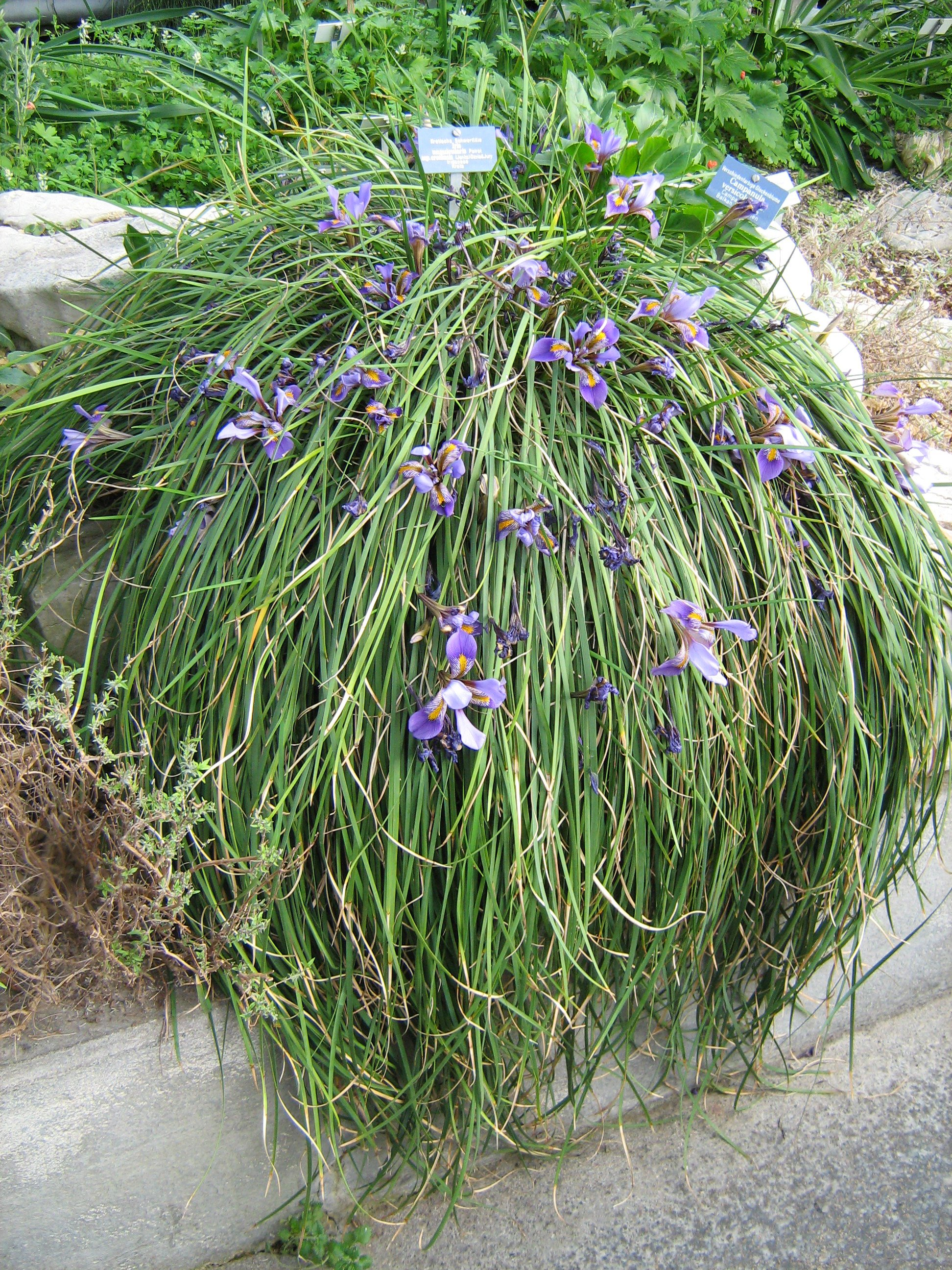
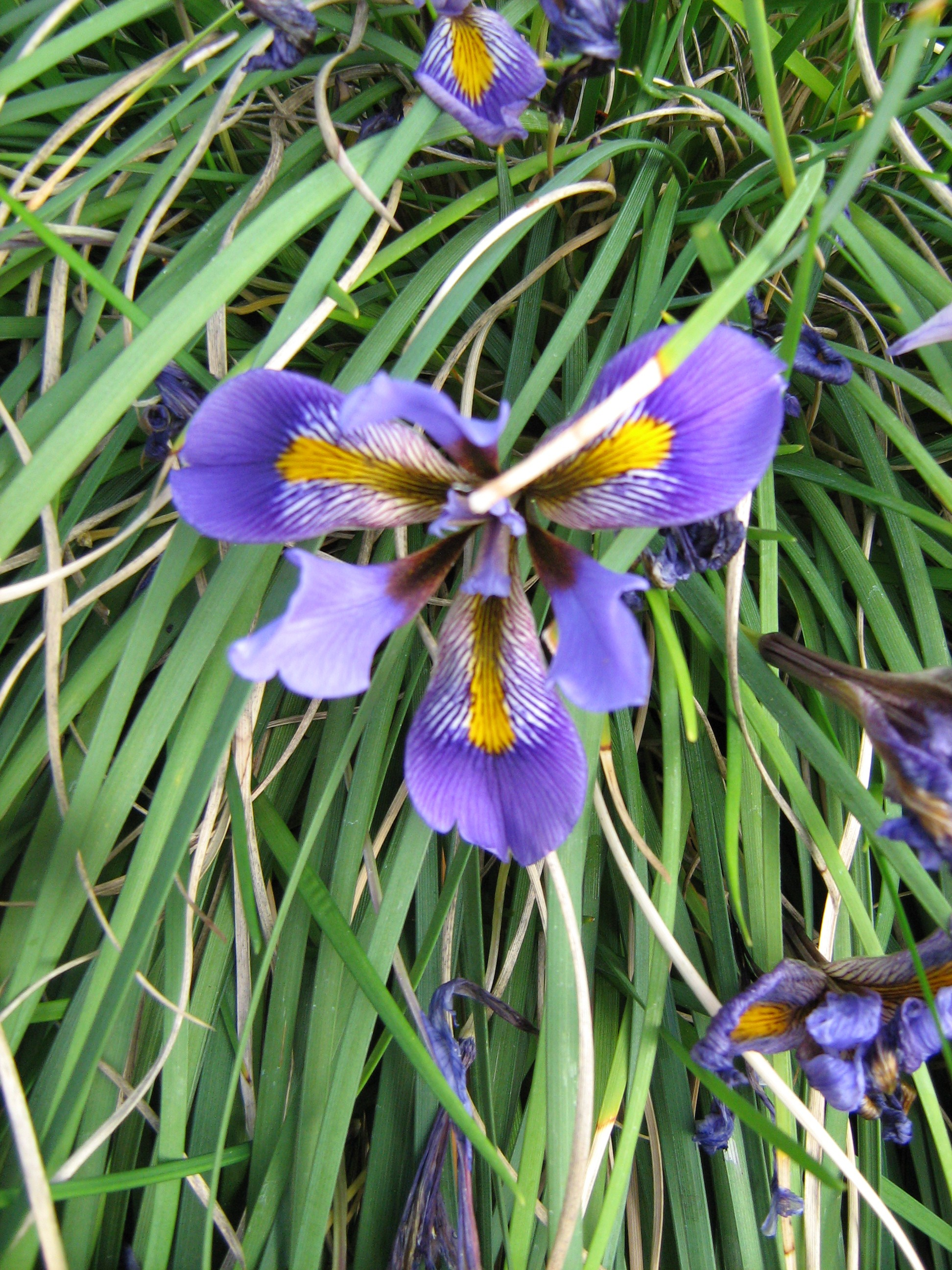
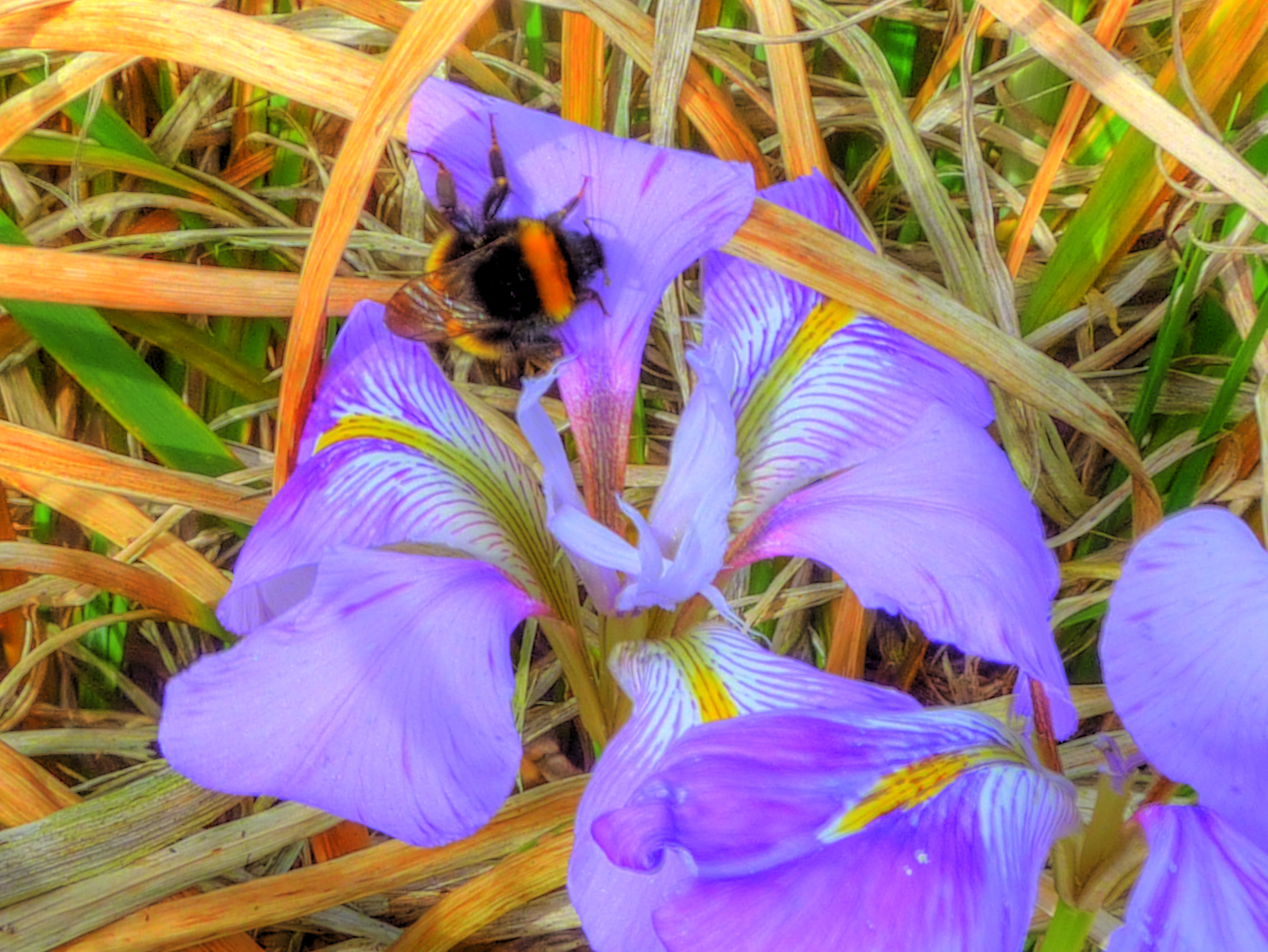
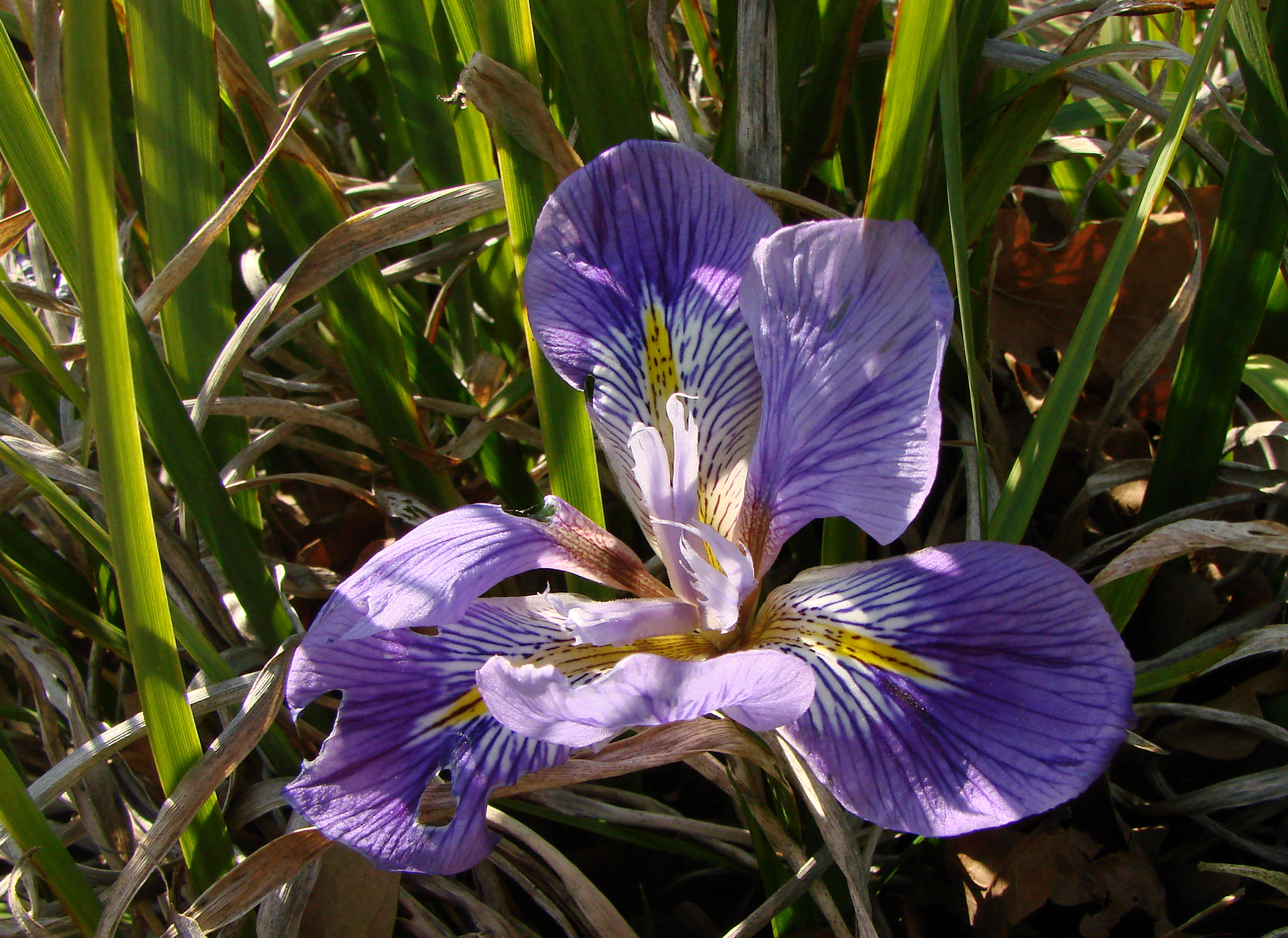
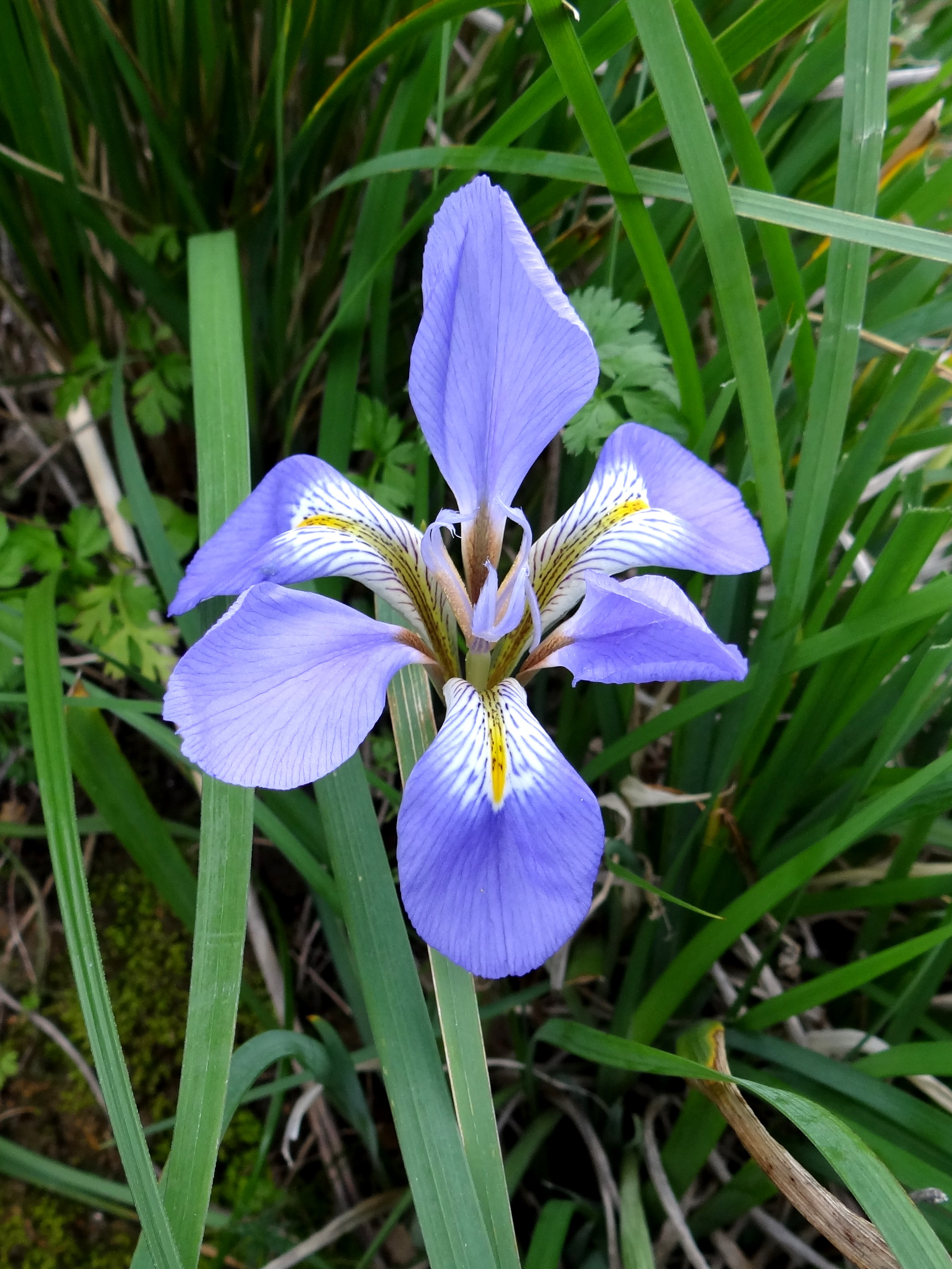
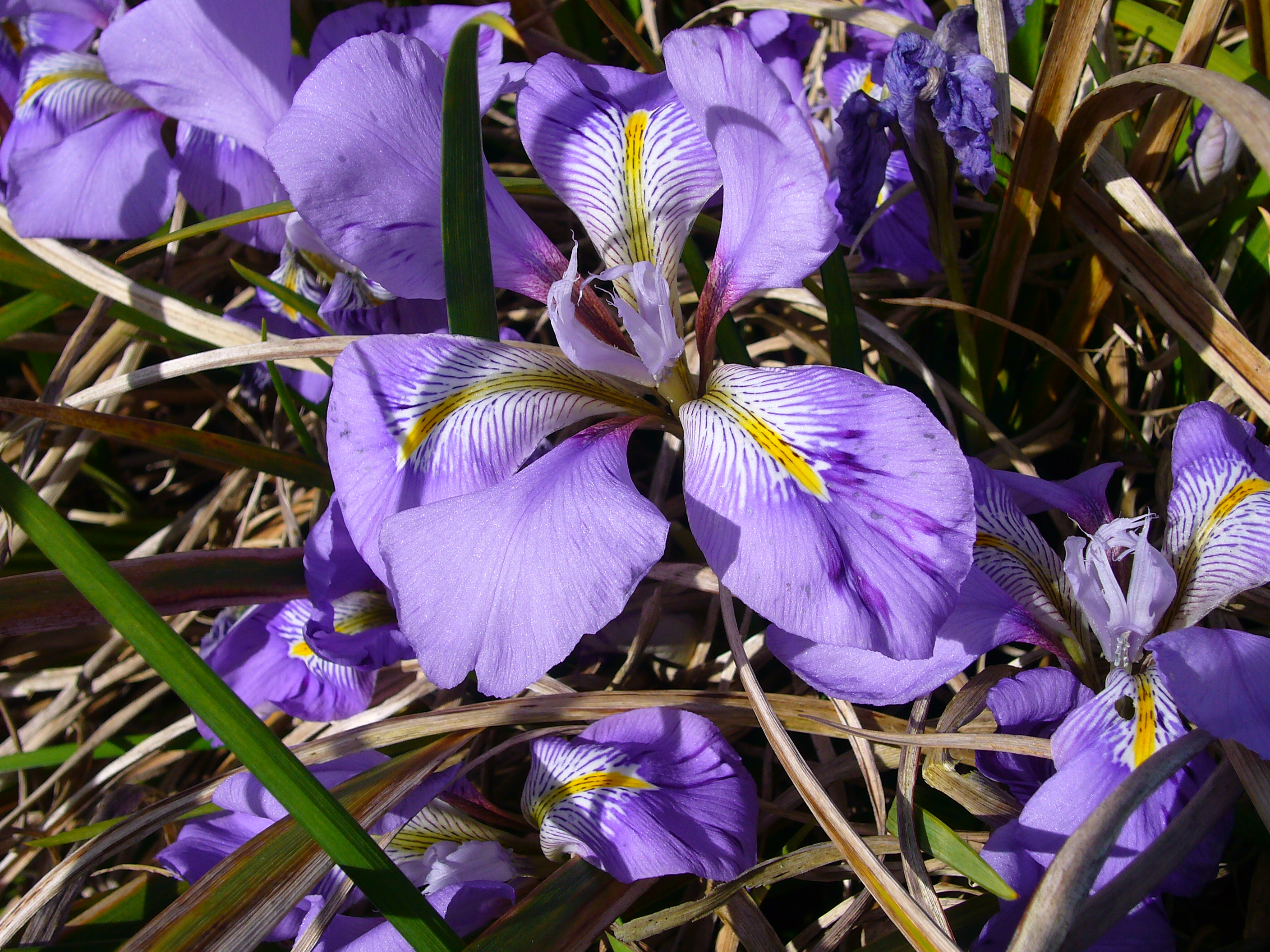